# خاوی خیمنز (بازیکن فوتبال، زاده ۱۹۹۷)
خاوی خیمنز (انگلیسی: Javi Jiménez؛ زادهٔ ۱۱ مارس ۱۹۹۷) بازیکن فوتبال اهل اسپانیا است.
از باشگاه‌هایی که در آن بازی کرده‌است می‌توان به باشگاه فوتبال والنسیا اشاره کرد.
وی همچنین در تیم ملی فوتبال زیر ۱۸ سال اسپانیا بازی کرده‌است.